# 張鳳嬌
張鳳嬌（英語：Gilly Cheung Fung Kiu，1992年5月1日—），香港本土派人士，傘後組織將軍澳青年力量成員兼富藍社區主任。

## 反對逃犯條例修訂草案

### 十月六日灣仔警民衝突
2019年10月6日晚上，張鳳嬌在灣仔區警民衝突中與另外14男及11女被捕。警方稱經調查及諮詢法律意見後，暫控一項「參與暴動」罪，控方稱張鳳嬌使用一個半臉防毒面具相當可能阻止辨識身分的蒙面物品，被控「違反《禁止蒙面規例》」罪，案件於10月8日在西九龍裁判法院提堂。2020年1月6日，於西九龍裁判法院再提訊，控方申請押後案件以作進一步調查及索取法律意見，被告暫毋須答辯，案件押後至4月3日再訊。